# 阿德尔斯多夫
阿德尔斯多夫是德国巴伐利亚州埃尔朗根-赫希施塔特县的一个市镇。总面积31.67平方公里，总人口7215人，其中男性3648人，女性3567人（2011年12月31日），人口密度228人/平方公里。